# Ірано-мексиканські відносини
Ірано-мексиканські відносини — двосторонні дипломатичні відносини між Іраном і Мексикою.

## Історія
У 1889 відбувся перший дипломатичний контакт між Іраном і Мексикою.
У травні 1903 між країнами підписано Договір про дружбу, який у травні 1928 визнано іранським урядом недійсним.
У 1937 країни підписали новий Договір про дружбу, а 15 жовтня 1964 встановлені офіційні дипломатичні відносини.
У травні 1975 Мохаммед Реза Пехлеві здійснив офіційний візит до Мехіко, де провів зустріч із президентом Мексики Луїсом Ечеверріа. Під час візиту шах Ірану та президент Мексики обговорили політичну обстановку на Середньому Сході, а також домовилися зміцнити двосторонні відносини між країнами та відкрити посольства у столицях. 
У липні 1975 президент Мексики Луїс Ечеверріа з офіційним візитом відвідав Іран, ставши першим і єдиним мексиканським президентом, який відвідав цю державу.
8 січня 1978 в Ірані спалахнула революція. Шах Мохаммад Реза Пехлеві та його родина були змушені втекти з країни.
1 квітня 1979 Іран оголошено ісламською республікою. Мохаммад Реза Пехлеві утік у Єгипет, потім у Марокко і Багамські Острови.
У червні 1979 Мексика надала шаху та його сім'ї дипломатичний притулок. Побоюючись реакції у відповідь іранського уряду Мексика закрила своє посольство в Тегерані. Іран знизив своє дипломатичне представництво в Мексиці до рівня повіреного у справах.
У жовтні 1979 року Мохаммад Реза Пехлеві залишив Мексику і вирушив до Сполучених Штатів Америки для медичного лікування, а в липні 1980 помер в Єгипті.
У липні 1992 Мексика знову відкрила своє посольство в Тегерані, а в 1994 проведено спільну ірано-мексиканську конференцію в Тегерані з метою розвитку двосторонніх відносин.
У 2001 пройшла друга ірано-мексиканська конференція в Мехіко.
У грудні 2014 іранська парламентська делегація відвідала Мексику з метою відзначити 50 років з моменту встановлення дипломатичних відносин.

## Торгівля
В останні роки Іран і Мексика встановили тісні політичні та економічні відносини, зростає обсяг двостороннього торговельно-економічного співробітництва. Обидві країни прагнуть розширення співробітництва в науковому та технічному секторі, а також у сфері нафтової промисловості.
У 2011 обсяг товарообіг між країнами склав суму 133 млн. доларів США, який в 2014 впав до 3 млн. доларів США.
У 2016 обсяг торгівлі між двома країнами склав суму 9,9 млн. доларів США . Мексика є основним торговим партнером Ірану в Латинській Америці.